# 1926 au théâtre
| Années du théâtre : 1923 - 1924 - 1925 - 1926 - 1927 - 1928 - 1929    |
| Décennies du théâtre : 1890 - 1900 - 1910 - 1920 - 1930 - 1940 - 1950 |

Cet article présente les faits marquants de l'année 1926 au théâtre.

## Pièces de théâtre représentées
- Bava l'Africain de Bernard Zimmer (Comédie des Champs-Élysées)
- Le Septième Ciel, comédie musicale en 3 actes de Rip et Fred Pearly, avec à l'affiche Maud Loty.
- 24 avril : Un Perdreau de l'année de Tristan Bernard au Théâtre Michel.
- 9 novembre : La Comédie du bonheur, pièce en trois actes et quatre tableaux de Nicolas Evreïnoff, traduite du russe par Fernand Nozière, représentée pour la première fois au Théâtre Montmartre, avec Charles Dullin.
- 6 décembre : Jazz de Marcel Pagnol, Théâtre des Arts

## Naissances
- 14 mars : Nicolas Bataille, comédien et metteur en scène de théâtre français († 28 octobre 2008).
- 19 mai : Peter Zadek, metteur en scène de théâtre, traducteur et scénariste allemand († 30 juillet 2009).
- 26 juin : Philippe Nicaud, acteur et chanteur français († 19 avril 2009).
- 17 août : Jean Poiré, dit Jean Poiret, acteur, réalisateur, auteur, metteur en scène et scénariste français († 14 mars 1992).
- 26 septembre : André Cellier, acteur et metteur en scène français († 21 janvier 1997).

## Décès
- 4 février : Céline Chaumont (°18 mars 1846)
- 21 novembre : Félix Huguenet (°1858)